# SMS Hansa (1898)
O SMS Hansa foi um cruzador protegido operado pela Marinha Imperial Alemã e quinta e última embarcação da Classe Victoria Louise, depois do SMS Victoria Louise, SMS Hertha, SMS Freya e SMS Vineta. Sua construção começou em julho de 1896 nos estaleiros da AG Vulcan e foi lançado ao mar em março de 1898, sendo comissionado em abril do ano seguinte. Era armado com uma bateria principal de dois canhões de 210 milímetros em duas torres de artilharia individuais, tinha um deslocamento de mais de seis mil toneladas e alcançava uma velocidade máxima de dezenove nós.
O Hansa passou seus primeiros seis anos de serviço atuando no estrangeiro como parte da Esquadra da Ásia Oriental. Participou em meados de 1900 da subjugação do Levante dos Boxers na China, contribuindo com uma equipe de desembarque que ajudou a capturar os Fortes de Taku e depois fez parte da Expedição de Seymour. Ficou viajando pela região pelos quatro anos seguintes, visitando vários portos entre o Japão e a Austrália. Participou em agosto de 1904 do internamento do couraçado russo Tsesarevich após a Batalha do Mar Amarelo na Guerra Russo-Japonesa.
Voltou para casa em 1906, sendo modernizado e usado como navio-escola ao voltar ao serviço em 1909. Pelos anos seguintes realizou vários cruzeiros de treinamento, realizando uma grande viagem pelo Mar Mediterrâneo entre 1909 e 1910, enquanto fez outra para os Estados Unidos entre 1911 e 1912 . A Primeira Guerra Mundial começou em 1914 e o Hansa foi mobilizado como a capitânia do V Grupo de Reconhecimento, mas serviu nesta função apenas brevemente antes ser descomissionado em novembro. Depois foi usado como alojamento flutuante e desmontado em 1920.

## Características

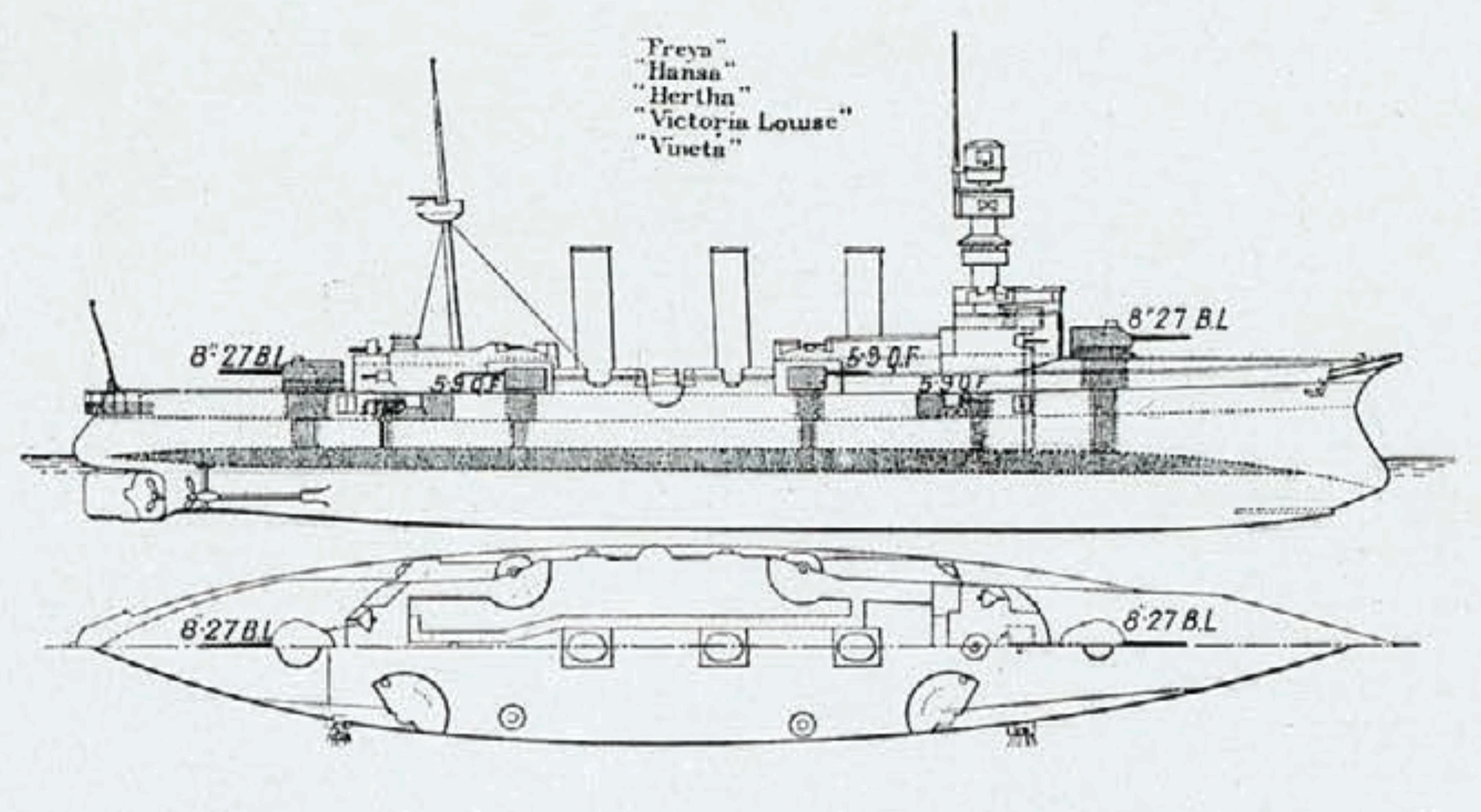
Desenho da Classe Victoria Louise

Elementos do alto comando naval alemão discordavam no início da década de 1890 sobre que tipos de cruzadores deveriam ser construídos para atender as necessidades da Marinha Imperial Alemã. Um lado preferia uma combinação de cruzadores de seis mil e de 1,5 mil toneladas, enquanto o outro lado defendia uma força uniforme de três mil toneladas. O primeiro lado venceu e três navios de seis mil toneladas foram autorizados em 1895, seguidos por mais dois no ano seguinte. A experiência da Marinha Imperial Japonesa na Primeira Guerra Sino-Japonesa mostrou os benefícios dos canhões de 210 milímetros, assim esta arma foi escolhida para a nova Classe Victoria Louise.
O Hansa tinha 110,5 metros de comprimento de fora a fora, uma boca de 17,6 metros e um calado de 7,08 metros à vante. Tinha um deslocamento normal de 5 885 toneladas, enquanto o deslocamento carregado chegava a 6 705 toneladas. Seu sistema de propulsão consistia em dezoito caldeiras Belleville a carvão que alimentavam três motores verticais de tripla expansão com quatro cilindros, cada um girando uma hélice. Este sistema tinha uma potência indicada de dez mil cavalos-vapor (7 360 quilowatts) para uma velocidade máxima de dezenove nós (35 quilômetros por hora). Podia carregar até 950 toneladas de carvão, o que proporcionava uma autonomia de 3 412 milhas náuticas (6 319 quilômetros) a uma velocidade de cruzeiro de doze nós (22 quilômetros por hora). Sua tripulação era formada por 31 oficiais e 446 tripulantes.
O armamento principal era composto por dois canhões calibre 40 de 210 milímetros montados em duas torres de artilharia individuais, uma à vante e outra à ré. A bateria secundária tinha oito canhões calibre 40 de 149 milímetros, quatro em torres de artilharia individuais à meia-nau e os outros quatro em casamatas. A defesa contra barcos torpedeiros era formada por dez canhões calibre 30 de 88 milímetros e dez canhões Maxim de 37 milímetros. Por fim, foi equipado com três tubos de torpedo submersos de 450 milímetros, um na proa e um em cada lateral. A blindagem era feita de aço Krupp; o convés tinha cem milímetros de espessura com laterais inclinadas de quarenta milímetros. As torres de artilharia principais e secundárias tinham laterais de cem milímetros, mesma nível de proteção das casamatas. A torre de comando tinha laterais de 150 milímetros.

### Modificações
O Hansa passou por uma reconstrução entre 1907 e 1909. Esta incluiu a substituição de suas caldeiras e a redução do número de chaminés de três para duas. Seus mastros militares foram removidos e substituídos por mastros de poste, o que melhorou sua capacidade de virada. Dois canhões de 149 milímetros e todas as armas Maxim foram removidas, enquanto um novo canhão de 88 milímetros foi instalado junto com três canhões calibre 35 de 88 milímetros. O navio foi totalmente desarmado em 1916.

## Carreira

### Construção

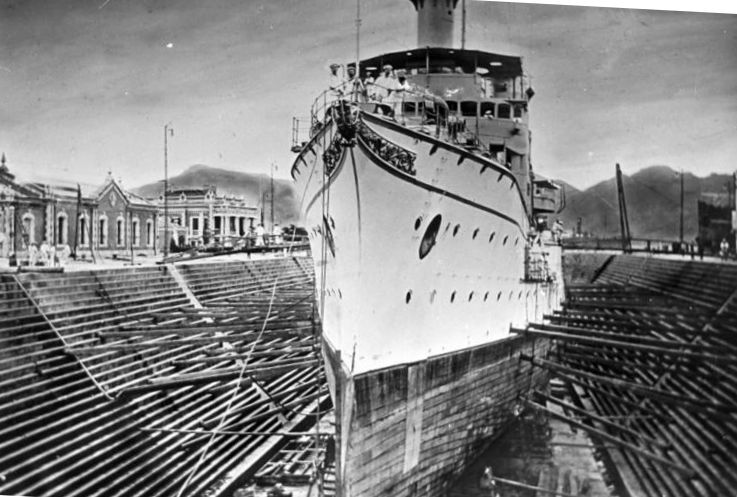
O Hansa em uma doca seca em 1898

O Hansa foi encomendado sob o nome de contrato "N" e seu batimento de quilha ocorreu em 23 de julho de 1896 nos estaleiros da AG Vulcan em Estetino, porém a montagem inicial de alguns materiais em oficinas tinha começado em 27 de abril. Foi lançado ao mar em 12 de março de 1898 e batizado por Johann Georg Mönckeberg, o segundo prefeito de Hamburgo, uma das cidades hanseáticas, que refletiam a tradição da Liga Hanseática, a qual o Hansa foi nomeado em homenagem. Testes iniciais do seu sistema de propulsão começaram em 14 de outubro e uma tripulação do estaleiro levou o navio para Swinemünde em 16 de novembro para testes no Mar Báltico. O cruzador então foi para Kiel, onde seu armamento foi instalado junto com outras equipagens. Foi comissionado em 20 de abril de 1899 e iniciou seus testes marítimos; durante este período foi comandado pelo capitão de mar Emil von Lyncker. O navio encalhou no Grande Belt em 6 de junho. Foi libertado pelos navios de defesa de costa SMS Odin e SMS Ägir, mas seu casco foi danificado. Lyncker foi substituído em julho pelo capitão de fragata Hugo von Pohl. O Hansa completou seus testes de aceitação em 11 de agosto, porém seus motores ainda não tinham sido totalmente avaliados, com o navio ainda não estando completamente operacional.

### Esquadra da Ásia Oriental

#### Primeiros anos
O cruzador foi imediatamente designado para integrar a Esquadra da Ásia Oriental por conta da necessidade de substituir as embarcações obsoletas que a Marinha Imperial tinha anteriormente enviado para formar a unidade, com o Hansa deixando a Alemanha em 16 de agosto. Seus motores e caldeiras tiveram problemas durante a viagem. Ele parou no Levante entre 31 de agosto e 4 de setembro para entregar presentes enviados pelo imperador Guilherme II para os locais santos nas cidades de Jerusalém e Haifa. O navio então passou pelo Canal de Suez, navegou pelo Mar Vermelho e entrou no Oceano Índico, parando nas Maldivas a fim de realizar um levantamento hidrográfico das ilhas. Parou em Colombo no Ceilão em 29 de setembro para um período de descanso para a equipe de engenharia, que tinha ficado sobrecarregada por precisar lidar com as repetidas quebras no caminho. Todos os três motores e os geradores elétricos chegaram quebrar em determinado momento no Índico, forçando a tripulação a lançar âncoras marítimas por horas enquanto os reparos eram realizados. O Hansa deixou Colombo em 7 de outubro e chegou em Singapura em 13 de outubro, onde permaneceu por quatro dias.

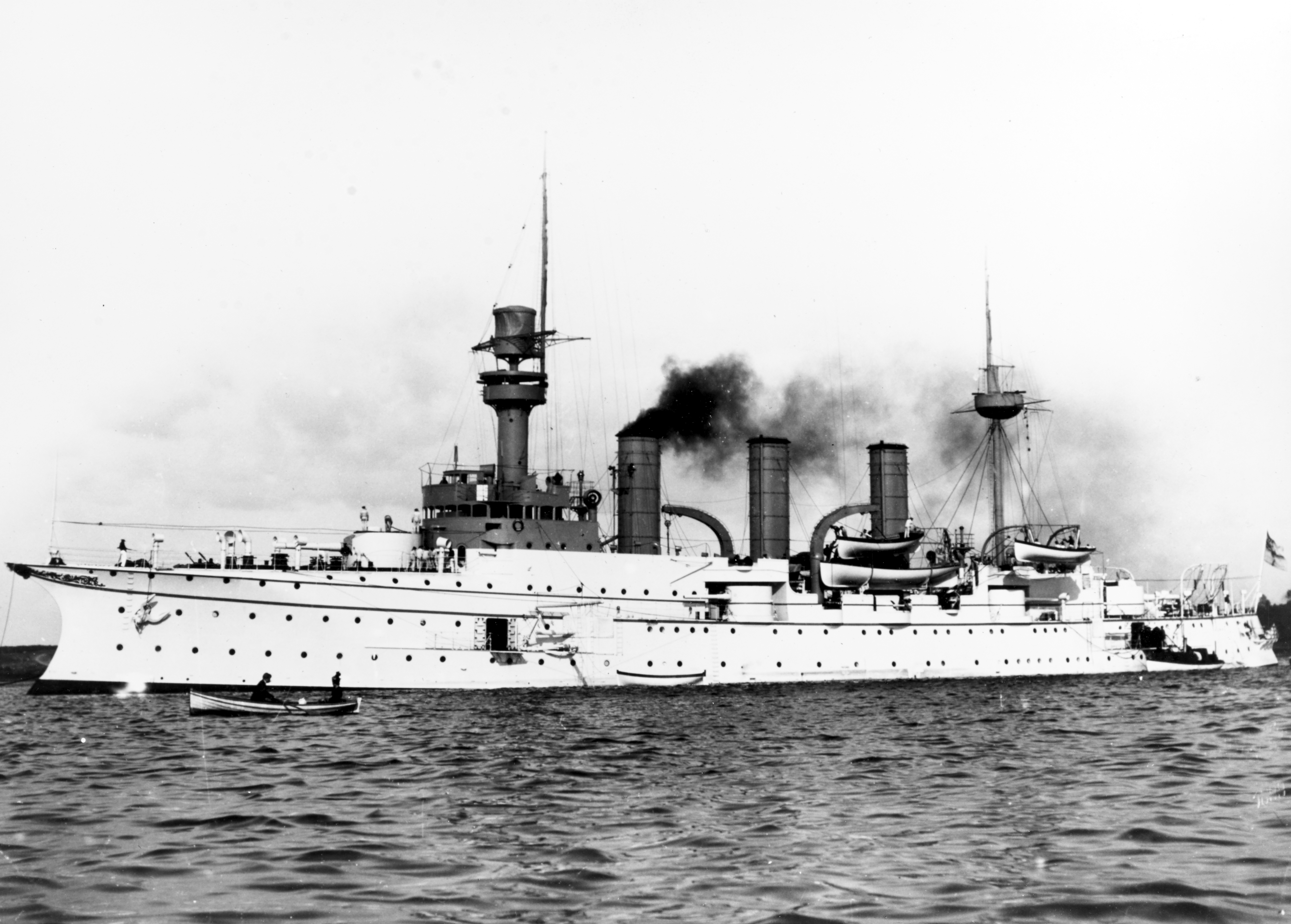
O Hansa c. 1899

A embarcação sofreu uma explosão em uma das caldeiras depois de zarpar no dia 17, matando dois tripulantes e forçando o Hansa a voltar para Singapura. Partiu para Amoy na China em 26 de outubro, onde seu irmão SMS Hertha e o cruzador blindado SMS Deutschland chegaram também em 2 e 4 de novembro, respectivamente. Este último era na época a capitânia do vice-almirante príncipe Henrique da Prússia, irmão de Guilherme e o comandante da Esquadra da Ásia Oriental. O Hansa se tornou a capitânia do vice-comandante da formação, com o contra-almirante Ernst Fritze subindo a bordo no dia 4. O navio partiu para Xangai em 11 de novembro, seguindo então para o sul até Hong Kong em 2 de dezembro para uma grande manutenção em seus motores que terminou no dia 28. Henrique partiu de volta para a Alemanha com o Deutschland em 4 de janeiro de 1900, deixando Fritze no comando da esquadra a bordo do Hansa até o vice-almirante Felix von Bendemann chegar em 17 de fevereiro, que fez do Hertha sua capitânia. O Hansa fez um cruzeiro para Singapura e então chegou em 15 de março em Tsingtao na China, parte do Território Arrendado da Baía de Kiauchau alemão. Fritze também partiu para a Alemanha em 8 de abril, com seu substituto o contra-almirante Hermann Kirchhoff chegando em meados de julho.
O cruzador iniciou um cruzeiro pela região, mas este foi interrompido pelo estouro do Levante dos Boxers na China. Chegou nos Fortes de Taku em 7 de junho, juntando-se a uma frota internacional liderada pelo vice-almirante britânico sir Edward Seymour. A frota atacou as fortificações entre os dias 16 e 17, resultando na Batalha dos Fortes de Taku, em que o Hansa, Hertha, o cruzador desprotegido SMS Gefion e o cruzador protegido SMS Irene desembarcaram destacamentos de fuzileiros navais para atacar e tomar os fortes. Pohl desembarcou também o liderou pessoalmente o ataque contra as fortalezas. Seymour então organizou uma expedição com o objetivo de quebrar o cerco das embaixadas em Pequim. O Hansa contribuiu para a Expedição Seymour com 123 homens liderados pelo capitão-tenente Paul Schlieper, o oficial executivo do navio. Aproximadamente 450 tropas alemãs foram enviadas para a força multinacional, que tinha uma força de por volta de 2,2 mil homens. Pohl então foi colocado no comando de um grupo de cruzadores da frota internacional. O Hansa liderou a unidade em uma série de ataques contra fortificações costeiras em Beidaihe, Qinhuangdao e Shanhaiguan. A embarcação não fez mais nada no conflito depois disso. Sua tripulação sofreu treze mortos e 24 feridos no decorrer das operações, o maior número de baixas dentre os navios alemães envolvidos.

#### Resto de serviço

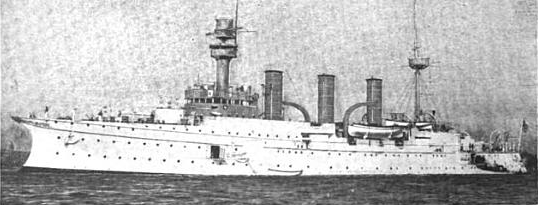
O Hansa na China c. 1900

O Hansa depois disso deixou a China em meados de outubro para visitar Nagasaki no Japão. Em seguida navegou para Hong Kong em 30 de dezembro, entrando em uma doca seca para passar por sua manutenção periódica. O contra-almirante Hunold von Ahlefeld substituiu Kirchhoff como vice-comandante da esquadra e o capitão de fragata Adolf Paschen substituiu Pohl como oficial comandante do navio durante este período. Voltou para Tsingtao em 5 de março de 1901. O cruzador recebeu ordens no final do mês de ir para a Austrália a fim de representar a Alemanha nas cerimônias celebrando a Federação da Austrália. Partiu em 31 de março e passou por Singapura, Batávia nas Índias Orientais Neerlandesas e Fremantle na Austrália, chegando em Melbourne em 1º de maio. No local se encontrou com o cruzador desprotegido SMS Cormoran. Os dois então juntaram-se à uma esquadra internacional para as cerimônias, que foram observadas pelo príncipe Alberto, Duque de Iorque. A frota então foi para Sydney em 18 de maio, onde mais cerimônias ocorreram. O Hansa brevemente navegou com canhoneira SMS Möwe, que então estava sendo usado como navio hidrográfico, partindo em 24 de maio para voltar a Tsingtao, parando no caminho em Matupi na Nova Bretanha e Manila nas Filipinas. Chegou em Tsingtao em 19 de junho. O cruzador passou o restante do ano navegando pela área e visitando vários portos no Sudeste Asiático.
Ahlefeld partiu em 26 de agosto de 1902, com seu substituto, o contra-almirante Friedrich von Baudissin, chegando em 19 de novembro. Neste mesmo mês o Hansa entrou no rio Yangtzé e navegou rio acima até Nanquim, onde participou das cerimônias funerárias do vice-rei da província de Quancim. Fez outra viagem até Nanquim em março de 1903, onde Baudissin se transferiu para a canhoneira SMS Luchs, que o levou mais além até Hankou. O navio visitou o Japão em abril, onde foi visitado pelo imperador Meiji. Representou o Alemanha em uma revista naval da frota japonesa ocorrida em Kobe. O capitão de fragata Johannes Schröder assumiu o comando em junho. Navegou em 11 de julho para a base naval britânica em Weihaiwei junto com o cruzador protegido chinês Hai Chi. O Hansa deixou o local dois dias depois. Baudissin deixou o navio em 20 de outubro e seu substituto, o capitão de mar Henning von Holtzendorff, chegou em 22 de novembro. Fez então outra viagem pela região até parar em Uraga no Japão em 27 de dezembro. Paschen foi substituído pelo capitão de fragata Ernst van Semmern. O Hansa passou por manutenção até o início de janeiro de 1904. O navio visitou a Baía de Mirs próxima de Hong Kong em 16 de janeiro, partindo dois dias depois. A Guerra Russo-Japonesa começou no mês seguinte e o cruzador foi enviado para evacuar cidadãos alemães de Seoul na Coreia e de Porto Artur e Dalian na Península de Liautum, levando-os para Tsingtao. O capitão de fragata Eugen Weber assumiu o comando do navio em junho.
O Hansa foi novamente para Hong Kong no início de março, onde se encontrou no dia 8 com o cruzador blindado SMS Fürst Bismarck, a capitânia da Esquadra da Ásia Oriental. O danificado couraçado russo Tsesarevich e três contratorpedeiros procuraram refúgio em Tsingtao em meados de agosto depois de serem derrotados na Batalha do Mar Amarelo. As embarcações foram internadas já que a Alemanha era neutra no conflito. Os russos reabasteceram carvão de três navios britânicos em 13 de agosto, porém o Hansa e o Fürst Bismarck receberam permissão de atacá-los caso tentassem deixar o porto. Os dois receberam o reforço do Hertha, do cruzador desprotegido SMS Geier e das canhoneiras Luchs e SMS Tiger. O contra-almirante Heinrich von Moltke chegou para substituir Holtzendorff em 16 de dezembro, mas nesta altura o Hansa não era mais a capitânia do segundo em comando, pois a posição tinha sido abolida em 27 de julho. Pouco fez em 1905. O capitão de mar Friedrich Marwede substituiu Weber em abril de 1906. O cruzador ajudou o navio mercante SS Roon da Norddeutscher Lloyd em 20 de maio depois deste ter encalhado em Kōzu, no Mar das Filipinas. O Hansa em seguida rebocou o Roon até Nagasaki. Recebeu ordens em 4 de julho para voltar à Alemanha, chegando em Danzig em 26 de outubro, sendo descomissionado no Estaleiro Imperial de Danzig.

### Navio-escola

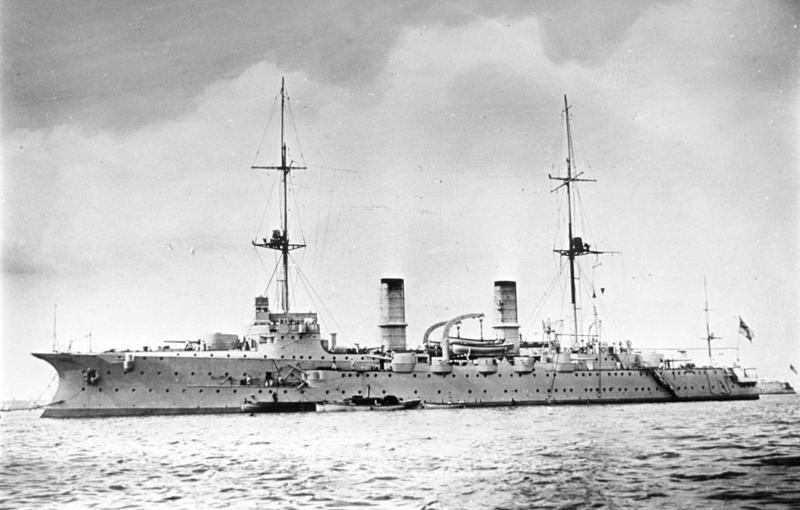
O Hansa c. 1909–1914

Reformas foram iniciadas em abril de 1907 e finalizadas em 1º de abril de 1909, com o cruzando sendo recomissionado como navio-escola para cadetes e aprendizes de marinheiro. O capitão de mar Otto Back assumiu o comando. Pelos meses seguintes o Hansa fez cruzeiros pelo litoral alemão e Mar Báltico com contingentes cadetes, então visitando a Noruega. Iniciou em 23 de agosto um grande cruzeiro de treinamento pelo Mar Mediterrâneo que durou até 15 de março de 1910, quando retornou para Kiel. Foi para uma doca seca ao voltar para passar por sua manutenção periódica, com o capitão de fragata Constanz Feldt substituindo Back em abril. Os meses seguintes transcorreram com atividades de treinamento de rotina. Partiu em 23 de agosto para outro grande cruzeiro no estrangeiro, passando pelo Mar do Caribe e pela Costa Leste dos Estados Unidos, retornando para casa em 14 de março de 1911.
O Hansa partiu em 8 de junho em um curto cruzeiro, em seguida iniciando no dia 26 outra grande viagem para os Estados Unidos. Visitou Bermudas no início de janeiro. Chegou de volta na Alemanha em 7 de março de 1912. O capitão de fragata Friedrich von Kameke assumiu o comando do navio no mês seguinte. Seguiu-se um período de reparos e então outra viagem em 4 de junho, agora pelo Báltico, passando por Karlskrona na Suécia e São Petersburgo na Rússia de 3 a 15 de julho. Mais um grande cruzeiro começou em 30 de agosto, outra vez para os Estados Unidos e Caribe, concluindo-se em 11 de maio de 1913. O Hansa fez curtas viagens de treinamento pelo litoral alemão em meados de 1913 e então iniciou em 11 de agosto seu último cruzeiro para o exterior, desta vez para o Mediterrâneo. Retornou em 17 de março de 1914. O capitão de fragata Karl von Hornhardt, seu último oficial comandante, assumiu o comando em abril.

### Primeira Guerra Mundial

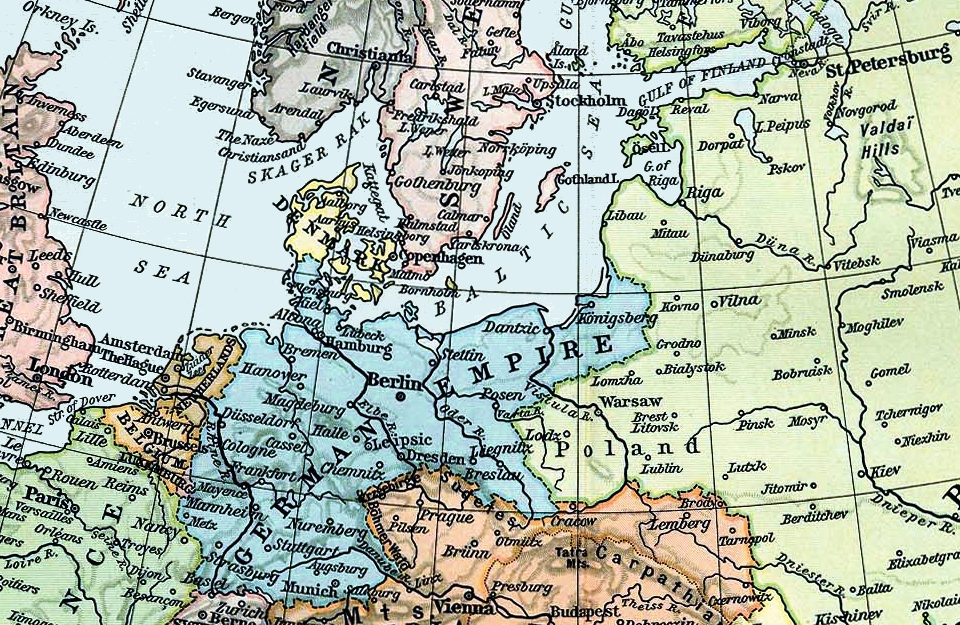
Mapa dos Mares do Norte e Báltico

A Primeira Guerra Mundial começou em julho de 1914 e isto interrompeu um planejado cruzeiro para o exterior. O Hansa deixou Wilhelmshaven em 11 de agosto e chegou em Kiel no dia seguinte. Tornou-se a capitânia do contra-almirante Gisberth Jasper, que tinha recebido o comando do recém formado V Grupo de Reconhecimento. A formação também tinha os cruzadores protegidos Hertha, SMS Victoria Louise e SMS Vineta. A unidade foi brevemente usada para patrulhar o Báltico de 27 a 31 de agosto. Foi inicialmente designada para a Frota de Alto-Mar, a principal frota de batalha alemã, mas foi transferida em 21 de setembro para a nova Força Naval do Mar Báltico sob o comando do príncipe Henrique. O Hansa e o resto do grupo foram designados para deveres de patrulha até 20 de outubro. Dois dias depois o cruzador foi passar por manutenção em Danzig, com Jasper transferindo sua capitânia para o Hertha. Os trabalhos duraram apenas alguns dias e Jasper voltou em 28 de setembro, depois do navio ter ido para Swinemünde.
O Hansa então voltou para Kiel, onde preparações para descomissionar as embarcações do V Grupo de Reconhecimento já tinham começado. O comando naval tinha determinado que sua pouca blindagem, especialmente a vulnerabilidade contra ataques subaquáticos, impedia seus usos na linha de frente. Além disso, a Marinha Imperial estava sofrendo de escassez de tripulações, assim descomissionar embarcações mais antigas iria liberar os homens para serem usados em navios mais úteis. O Hansa e seus irmãos foram descomissionados em 16 de novembro e em seguida usados em funções secundárias. O Hansa se tornou um alojamento flutuante para tripulações de submarinos no Estaleiro Imperial de Kiel. A Alemanha foi derrotada em novembro de 1918 e o navio foi removido do registro naval em 6 de dezembro de 1919. Foi vendido para a desmontadora Audorf-Rendsburg e desmontado no ano seguinte.